# Reisszug
Reisszug  je tirna vzpenjača v avstrijskem mestu Salzburg, namenjena prevozu materiala in pelje iz Nonnberga do trdnjave Hohensalzburg. Je verjetno najstarejša preživela vzpenjača na svetu. Danes se uporablja izključno za prevoz blaga in v bistvu ni odprta za javnost. Za prevoz potnikov do trdnjave se uporablja Trdnjavska železnica.

## Zgodovina

### Poimenovanje
Ime Reißzug izvira iz srednje visoke nemške besede rīsen - današnja beseda reisen (potovanje) - s takratnim pomenom, premikati se od spodaj navzgor, vzpenjati se. (Iz besede rīsen izhaja tudi beseda potovanje v izvirnem pomenu 'odhod, potovanje, vlak'.) Del besede –zug izhaja iz glagola ziehen (potegniti). Beseda se je prvotno nanašala na napravo, s katero lahko stvari vlečete od spodaj navzgor in obratno. Ime žičnice nima - kljub nekaterim dejanskim podobnostim - nič skupnega z vlakom v današnjem pomenu železnice.

### Zgodovina gradnje
Reisszug vodi iz samostana Nonnberg v notranji del trdnjave in po zgodovinskih stavbnih ugotovitvah sega vsaj v leto 1460 na območju Schlangengange (kačjega sprehoda) in s tem nemirnega časa pred vladavino Bernharda von Rohrsa. Mnenje, da je bila gradnja pod Leonhardom von Keutschachom izpeljana šele leta 1502, je zdaj v veliki meri ovrženo. Zid za zavarovanje vleke je bil že zgrajen pod Burghardom von Weißpriachom okoli leta 1461. [2] Leta 1515 je sam vlečni del podrobno opisan v zanesljivem viru. [3] Reisszug je bil zgrajen predvsem za prevoz materiala. Pozimi je vlak vozil večkrat na dan, saj običajno ni bilo drugega načina oskrbe gradu. Sprva sta bila prometu dva vozička, nekoliko kasneje so bile postavljene tirnice iz trdega lesa, na katerih sta se premikala oba vagona v nasprotnih smereh. Prva dokumentirarna stavba vleke s svojim zgodnjim vitlom za konopljino vrv, ki je bila dolga več kot 300 m, je bila verjetno zgrajena okoli leta 1496 pod Leonhardom von Keutschachom. Trenutna stavba vleke je iz leta 1644.
Reisszug se je neizogibno prebil skozi obrambne obroče trdnjave in ga je bilo zato treba močno zavarovati. Ohranjenih je bilo veliko utrjenih vratnih odprtin. Tako imenovana Höllenpforte (vrata pekla) so bila zgrajena leta 1504. Čez Reisszug je bil postavljen stolp, ki je zdaj vgrajen v grajski zid. V 19. stoletju je bil porušen tudi poznogotski konzolni stolp, s katerim so zavarovali prehod vrat v bastijon Nonnberg.
Do leta 1910 so ta vlak poganjali vodoravni leseni vitli z dolgimi ročicami s pomočjo mišične moči (Göpel), običajno s pomočjo konj, ki so se gibali v krogu. V 19. stoletju so uporabljali tudi zapornike, za kar je bilo potrebnih najmanj devet obsojencev. Od leta 1910 so uporabljali električni rudarski vitel.
Od leta 1881 do 1885 je sistem reorganizirala vojaška uprava. Trije leseni mostovi so bili odstranjeni in zamenjani z jeklenimi konstrukcijami, na katere so bile na novo položene običajne železniške tirnice ozke širine tira. Po prenovi leta 1950 so bile tirnice leta 1951 spremenjene iz ozkega profila v standardni tirno širino. Nadaljnje prenove so bile izvedene v letih 1988–1990 in 2004. Danes lahko vlačilec deluje tudi ponoči, zavarovan z infrardečimi kamerami. Vožnja in spremljanje se izvajata z gorske postaje. Še danes se vleka v osnovi uporablja samo za prevoz materiala, pooblaščene osebe smejo potovati le izjemoma.
Po izračunih Clemensa M. Hutterja je v prejšnjih stoletjih vlak vozil približno eno uro. Po namestitvi motorja z močjo 38 KM leta 1910 je pot navkreber trajala nekaj manj kot 30 minut. Danes je za pot potrebnih dobrih pet minut.

## Tehnični podatki
- Višinska razlika: 80 m
- Dolžina proge: 190 m
- naklon: 67%
- Vozna oprema: 1 za 1500 kg tovora ali 3 osebe
- Hitrost: 0,55 m / s
- Čas potovanja: 5,45 min